# Wydawnictwo zwarte

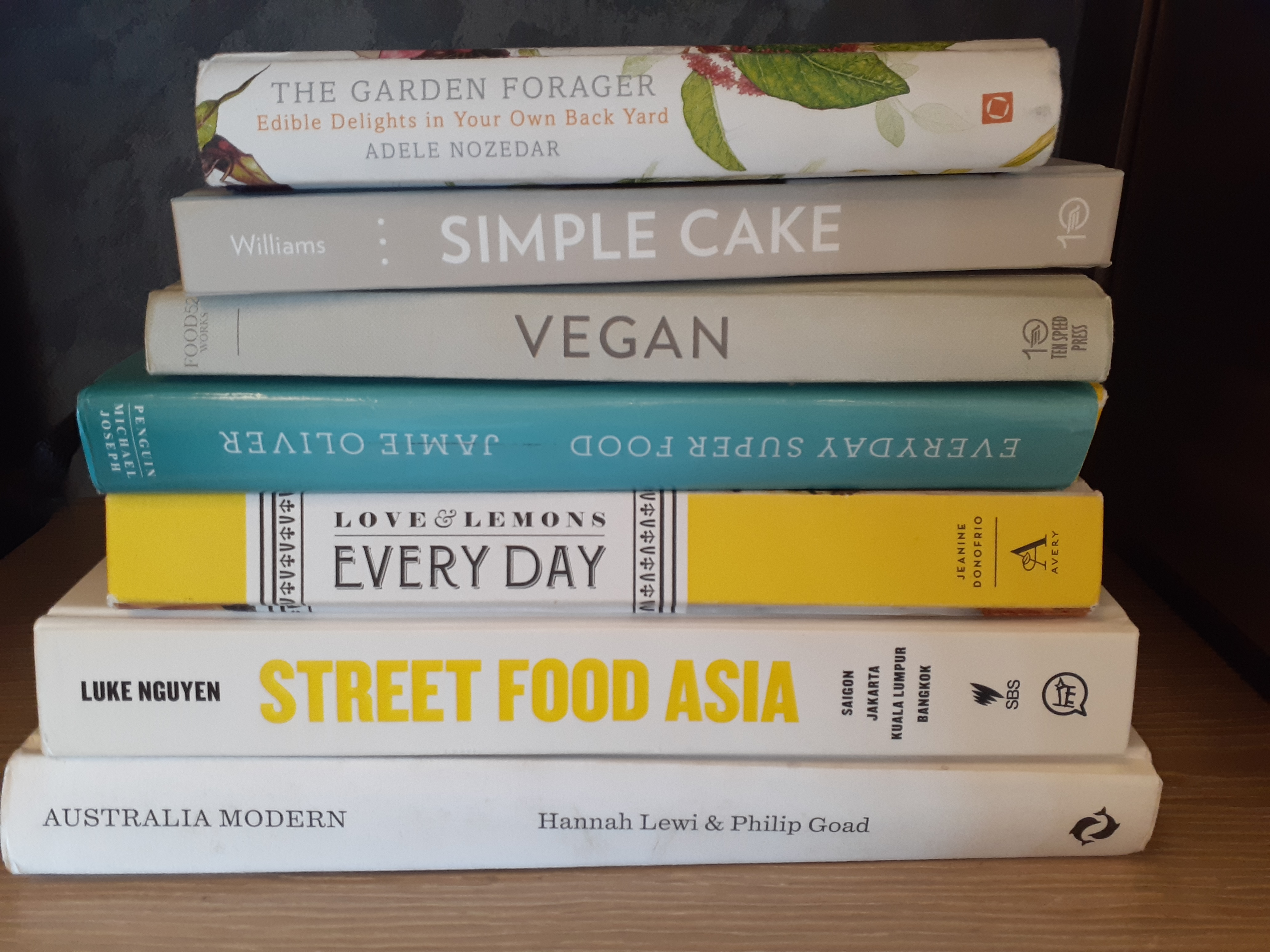
Wydawnictwa zwarte – książki

Wydawnictwo zwarte – publikacja ukazująca się jednokrotnie zaplanowana przez wydawcę lub autora jako całość wydawnicza składająca się z określonej (z góry zaplanowanej) liczby części (wydanych jednocześnie lub niejednocześnie) i rozpowszechniana w dowolnej formie produktu. Może nią być np. pojedyncza książka, arkusz mapy, rękopis itp. jak również np. książka wielotomowa, nagranie dźwiękowe złożone z wielu utworów itp. 
Wydawnictwa zwarte wielotomowe składają się z określonej liczby osobnych tomów (wyjątkiem mogą być wydawnictwa zeszytowe). Wydawnictwa te są przewidziane i wydawane jako całość. Poszczególne części mogą mieć własne tytuły i informacje o odpowiedzialności. Każdemu wydawnictwu zwartemu nadawany jest określony Międzynarodowy Znormalizowany Numer Książki ISBN. Niektóre publikacje będące częścią wydawnictwa ciągłego (np. roczniki i wydawnictwa zwarte wydane w ramach serii) można dodatkowo traktować jako wydawnictwa zwarte (np. w celu udostępnienia ich zarówno oddzielnie, jak i w prenumeracie). Publikacje takie należy przede wszystkim uznać za wydawnictwa ciągłe i nadać im numer ISSN (tytuł serii). Następnie należy nadać im numer ISBN (tytuł tomu).

## Opis bibliograficzny wydawnictwa zwartego
Elementy opisu bibliograficznego książki jednotomowej:
| Numer strefy | Nazwa strefy                                 | Znak umowny | Elementy opisu                                                                                               | Podstawowe źródła danych                                                                               |
| ------------ | -------------------------------------------- | ----------- | --- | --- |
| 1            | Strefa tytułu i oznaczenia odpowiedzialności | : / ;       | Tytuł właściwy Dodatek do tytułu Pierwsze oznaczenie odpowiedzialności Następne oznaczenie odpowiedzialności | Główna strona tytułowa lub jej substytut                                                               |
| 2            | Strefa wydania                               | . – /       | Oznaczenie wydania Pierwsze oznaczenie odpowiedzialności dotyczące wydania                                   | Główna strona tytułowa lub jej substytut, inne preliminaria, okładka oraz metryka książki              |
| 4            | Strefa adresu wydawniczego                   | . – : ,     | Miejsce wydania Nazwa wydawcy Data wydania                                                                   | Główna strona tytułowa lub jej substytut, inne preliminaria, okładka oraz metryka książki              |
| 5            | Strefa opisu fizycznego                      | . – : ; +   | Określenie formy książki i/lub objętość Oznaczenie ilustracji Format Oznaczenie dokumentu towarzyszącego     | Cała książka                                                                                           |
| 6            | Strefa serii                                 | . – ( , ; ) | Tytuł serii lub podserii ISSN serii lub podserii Numeracja w obrębie serii lub podserii                      | Główna strona tytułowa lub jej substytut, inne preliminaria, okładka, metryka książki oraz jej grzbiet |
| 7            | Strefa uwag                                  | . -         | Uwagi | Jakiekolwiek źródła                                                                                    |
| 8            | Strefa ISBN i sposobu uzyskania książki      | . -         | ISBN | Jakiekolwiek źródła                                                                                    |